# Ovovivipari
Ovovivipari är en form av levande födsel (vivipari) som definieras olika av olika auktoriteter. Det finns åtminstone tre vanliga definitioner:
- Levande födsel där embryot enbart får energi från gulesäcken ("Yolk sac viviparity").[1]
- Ibland är ovovivipari synonymt med aplacental vivipari, det vill säga levande födsel utan moderkaka. [2]
- Levande födsel där äggen kläcks i samband med födseln.